# Aderus spinicubitus
Aderus spinicubitus é uma espécie de inseto besouro da família Aderidae. Foi descrita cientificamente por Luis Báguena Corella em 1948.

## Distribuição geográfica
Habita na República Democrática do Congo.